# Hippolyte Delehaye
Hippolyte Delehaye, S.J., (19 de agosto de 1859 - 1 de abril de 1941) foi um jesuíta belga que foi um estudioso hagiográfico e um membro notável da Sociedade dos Bolandistas.

## Biografia
Nascido em 1859 em Antuérpia, Delehaye ingressou na Companhia de Jesus em 1876,  sendo recebido no noviciado no ano seguinte. Depois de fazer a profissão inicial dos votos religiosos em 1879, foi enviado para estudar filosofia na Universidade de Louvain de 1879 a 1882. Ele foi então designado até 1886 para lecionar matemática no Collège Sainte-Barbe em Gante (nomeado em homenagem à escola de Paris, alma mater de Inácio de Loyola). Delehaye foi ordenado em 1890.
Em 1892, o Padre Delehaye foi nomeado pelos seus superiores jesuítas para ser membro da Sociedade dos Bolandistas, nomeada em homenagem ao estudioso hagiográfico do século XVII, Jean Bolland, S.J., e fundada no início do século XVII especificamente para estudar a hagiografia, a investigação para a recolha e avaliação de fontes documentais históricas sobre a vida e o culto dos santos cristãos. Delehaye logo demonstrou grande competência na área. Foi editor da Bibliotheca Hagiographica Graeca (1895), um catálogo técnico de escritos hagiográficos gregos, e da revista Analecta Bollandiana. Em 1912 ele se tornou o presidente da Sociedade. 
Na primeira parte do século XX surgiram receios na Igreja Católica sobre as consequências teológicas de alguns métodos utilizados em estudos históricos críticos, incluindo os estudos bíblicos. Mais tarde a Igreja aceitou o princípio da metodologia crítica, e em 1930 o Papa Pio XI, ele próprio um estudioso de história, estabeleceu uma secção histórica especial operando em linhas semelhantes, dentro da Sagrada Congregação dos Ritos. No entanto, numa conjuntura anterior, as suspeitas recaíram durante algum tempo sobre uma grande variedade de institutos académicos católicos, incluindo os Bolandistas, cujo objectivo era estabelecer edições académicas de textos hagiográficos que se baseassem na aplicação do método crítico de estudos documentais sólidos. Estas preocupações sobre os desvios teológicos geralmente referidos como Modernismo motivaram a encíclica Pascendi dominici gregis de 1907, na qual São Pio X os condenou.  
Como consequência, naqueles anos o método crítico encontrou dificuldades, dentro da Ordem dos Jesuítas, dentro do Santo Ofício e entre os oponentes “integristas” das abordagens críticas.  Como parte dos controles implementados pelas autoridades católicas, o jornal acadêmico dos Bolandistas, Analecta Bollandiana, foi sujeito à censura do Santo Ofício durante os anos 1901-1927.
Estas foram questões de âmbito mais amplo que não impediram o Padre Delehaye de continuar como sacerdote de boa reputação, a prosseguir as suas pesquisas com os Bolandistas durante a maior parte da sua longa vida e a manter a sua reputação internacional como um estudioso respeitado e capaz. Foi membro do Instituto Arqueológico Austríaco, e nomeado Cavaleiro da Ordem de Leopoldo. Delehaye escreveu vários artigos para a Catholic Encyclopedia. 

## Livros
As principais publicações de Delehaye, obras de método e síntese que são de uso geral para os historiadores, são:
- Les Légendes hagiographiques, Brüssels 1905, 1906 (translated by Virginia Mary Crawford, 1907,[5] reprinted 1998), 1927. A 1955 French edition was translated by Donald Attwater as The Legends of the Saints (Fordham University Press, 1962).
- Les Origines du culte des martyrs, 1912
- Les Passions des martyrs et les genres littéraires, 1921
- Sanctus. Essai sur le culte des saints dans l'antiquité, 1927

Outros trabalhos importantes, com enfoque mais restrito, são:
- Les versions grecques des Actes des martyrs persans sous Sapor II, 1905
- Les Légendes grecques des saints militaires, 1909
- A travers trois siècles: L'Oeuvre des Bollandistes 1615 à 1915, 1920 (translated in 1922)
- Les saints Stylites, 1923
- Martyrologium Romanum ... (Propylaeum ad Acta SS. Decembris), 194 Um comentário sobre o martirológio romano, do qual Delehaye foi o editor-chefe.
- Cinq leçons sur la méthode hagiographique, 1934.

Coleções póstumas de peças fugitivas foram publicadas em 1966 como Mélanges d'hagiographie grecque et latine e em 1991 como L'ancienne hagiographie byzantine: les source, les premiers modeles, la formation des genres, os textos inéditos de palestras proferidas em 1935.